# Ахонин, Сергей Владимирович
Сергей Владимирович Ахонин (Сергій Володимирович Ахонін; род. 13 декабря 1961, Донецк) — украинский учёный в области металлургии, академик НАНУ.

## Биография
Родился 13.12.1961 в Донецке.
Окончил Московский физико-технический институт (1985).
С 1985 года и по настоящее время работает в Институте электросварки имени Е. Патона, с 2005 года заведующий отделом металлургии и сварки титановых сплавов, с 4 сентября 2015 года главный научный сотрудник того же отдела, с 15 февраля 2021 года заместитель директора по научной работе.
Главный редактор журнала «Современная электрометаллургия». 
Кандидат технических наук (18.07.1990), доктор технических наук (09.04.2003), старший научный сотрудник (13.04.2006), профессор (22.12.2014), член-корреспондент (06.03.2015), академик НАНУ (26.05.2021).
Лауреат Государственной премии Украины в области науки и техники (2005).
Автор около 300 научных работ, в том числе 8 монографий и 18 патентов.
Сочинения:
- Влияние микроструктуры, способа и скорости деформации на механическое поведение сплавов Ti–6Al–4V и Ti–1,5Al–6,8Mo–4,5Fe, приготовленных электронно-лучевой плавкой. О. М. Ивасишин, С. В. Ахонин, Д. Г. Саввакин, В. А. Березос, В. И. Бондарчук, О. О. Стасюк, П. Е. Марковский. УФМ  Том 19, выпуск 3 (2018)  с. 309-336 (2018)